# Caponina cajabamba
Espèce
Caponina cajabamba est une espèce d'araignées aranéomorphes de la famille des Caponiidae.

## Distribution
Cette espèce est endémique du Pérou. Elle se rencontre dans les régions de Cajamarca et de Lima.

## Description
Caponina cajabamba compte six yeux. La femelle holotype mesure 5,40 mm.
Le mâle décrit par Villarreal-Blanco, Martínez et Eyes-Escalante en 2024 mesure 4,68 mm et la femelle 5,58 mm, les mâles mesurent de 4,39 à 4,68 mm et les femelles de 4,66 à 5,58 mm.

## Systématique et taxinomie
Cette espèce a été décrite par Platnick en 1994.

## Étymologie
Son nom d'espèce lui a été donné en référence au lieu de sa découverte, Cajabamba.

## Publication originale
- Platnick, 1994 : « A revision of the spider genus Caponina (Araneae, Caponiidae). » American Museum Novitates, no 3100, p. 1-15 (texte intégral).